# هرلينغام بوينس آيرس (مدينة)
هرلينغام، بوينس آيرس (بالإسبانية: Hurlingham, Buenos Aires)‏ هي منطقة سكنية تقع في الأرجنتين في Hurlingham Partido. يقدر عدد سكانها بـ 60,000 نسمة وترتفع عن سطح البحر 26 متر.

## أعلام
- نيهان بيريز
- فاوستو فيرا
- رودريغو ألونسو
- أوجوستو باتالا